# Uganda en los Juegos Olímpicos
Uganda en los Juegos Olímpicos está representada por el Comité Olímpico Uganda, miembro del Comité Olímpico Internacional desde el año 1956.
Ha participado en 17 ediciones de los Juegos Olímpicos de Verano, su primera presencia tuvo lugar en Melbourne 1956. El país ha obtenido un total de 13 medallas en las ediciones de verano: 5 de oro, 5 de plata y 3 de bronce.
En los Juegos Olímpicos de Invierno no ha participado en ninguna edición.

## Medalleros

### Por edición
Juegos Olímpicos de Verano
| Evento              | Oro | Plata | Bronce | Total |
| ------------------- | --- | ----- | ------ | ----- |
| Melbourne 1956      | 0   | 0     | 0      | 0     |
| Roma 1960           | 0   | 0     | 0      | 0     |
| Tokio 1964          | 0   | 0     | 0      | 0     |
| México 1968         | 0   | 1     | 1      | 2     |
| Múnich 1972         | 1   | 1     | 0      | 2     |
| Montreal 1976       | –   | –     | –      | –     |
| Moscú 1980          | 0   | 1     | 0      | 1     |
| Los Ángeles 1984    | 0   | 0     | 0      | 0     |
| Seúl 1988           | 0   | 0     | 0      | 0     |
| Barcelona 1992      | 0   | 0     | 0      | 0     |
| Atlanta 1996        | 0   | 0     | 1      | 1     |
| Sídney 2000         | 0   | 0     | 0      | 0     |
| Atenas 2004         | 0   | 0     | 0      | 0     |
| Pekín 2008          | 0   | 0     | 0      | 0     |
| Londres 2012        | 1   | 0     | 0      | 1     |
| Río de Janeiro 2016 | 0   | 0     | 0      | 0     |
| Tokio 2020          | 2   | 1     | 1      | 4     |
| París 2024          | 1   | 1     | 0      | 2     |
| TOTAL               | 5   | 5     | 3      | 13    |

### Por deporte
Deportes de verano
| Evento    | Oro | Plata | Bronce | Total |
| --------- | --- | ----- | ------ | ----- |
| Atletismo | 5   | 2     | 2      | 9     |
| Boxeo     | 0   | 3     | 1      | 4     |
| TOTAL     | 5   | 5     | 3      | 13    |